# Fechteuropameisterschaften 1991
Die Europameisterschaften im Fechten 1991 fanden in Wien statt. Es waren die ersten Europameisterschaften seit 1983. Neben vier Wettbewerben im Einzel wurden diesmal auch Mannschaftswettbewerbe ausgetragen. Da der dritte Platz im Einzel nicht ausgefochten wurde, erhielten beide Halbfinalisten eine Bronzemedaille. Erfolgreichste Nation mit neun ersten Plätzen war Ungarn.

## Herren

### Degen (Einzel)
| Platz | Sportler            | Land |
| ----- | ------------------- | ---- |
| 1     | Iván Kovács         | HUN  |
| 2     | Jean-Marc Muratorio | FRA  |
| 3     | Jiří Douba          | TCH  |
| 3     | Arno Strohmeyer     | AUT  |

### Degen (Mannschaft)
| Platz | Land             | Sportler                                                   |
| ----- | ---------------- | ---------------------------------------------------------- |
| 1     | Deutschland      | Günter Jauch André Kühnemund Patrick Draenert Ingo Grausam |
| 2     | Österreich       |                                                            |
| 3     | Tschechoslowakei |                                                            |

### Florett (Einzel)
| Platz | Sportler       | Land |
| ----- | -------------- | ---- |
| 1     | István Busa    | HUN  |
| 2     | Michael Ludwig | AUT  |
| 3     | Zsolt Érsek    | HUN  |
| 3     | Bogusław Zych  | POL  |

### Florett (Mannschaft)
| Platz | Land       | Sportler                                       |
| ----- | ---------- | ---------------------------------------------- |
| 1     | Ungarn     | István Busa Zsolt Érsek Zsolt Németh Csaba Kun |
| 2     | Frankreich |                                                |
| 3     | Polen      |                                                |

### Säbel (Einzel)
| Platz | Sportler          | Land |
| ----- | ----------------- | ---- |
| 1     | Bence Szabó       | HUN  |
| 2     | Péter Abay        | HUN  |
| 3     | Zissis Babanassis | GRE  |
| 3     | György Nébald     | HUN  |

### Säbel (Mannschaft)
| Platz | Land       | Sportler                                          |
| ----- | ---------- | ------------------------------------------------- |
| 1     | Ungarn     | Bence Szabó Péter Abay György Nébald Imre Bujdosó |
| 2     | Frankreich |                                                   |
| 3     | Österreich |                                                   |

## Damen

### Degen (Einzel)
| Platz | Sportler        | Land |
| ----- | --------------- | ---- |
| 1     | Mariann Horváth | HUN  |
| 2     | Zsuzsanna Szőcs | HUN  |
| 3     | Pernette Osinga | NED  |
| 3     | Gyöngyi Szalay  | HUN  |

### Degen (Mannschaft)
| Platz | Land       | Sportler                                       |
| ----- | ---------- | ---------------------------------------------- |
| 1     | Ungarn     | Mariann Horváth Zsuzsanna Szőcs Gyöngyi Szalay |
| 2     | Österreich |                                                |
| 3     | Polen      |                                                |

### Florett (Einzel)
| Platz | Sportler         | Land |
| ----- | ---------------- | ---- |
| 1     | Zsuzsanna Jánosi | HUN  |
| 2     | Ildikó Pusztai   | HUN  |
| 3     | Monika Weber     | GER  |
| 3     | Lucia Traversa   | ITA  |

### Florett (Mannschaft)
| Platz | Land       | Sportler                                                       |
| ----- | ---------- | -------------------------------------------------------------- |
| 1     | Ungarn     | Zsuzsanna Jánosi Ildikó Pusztai Ildikó Mincza Gertrúd Stefanek |
| 2     | Bulgarien  |                                                                |
| 3     | Frankreich |                                                                |

## Medaillenspiegel
| Platz  | Land             | Gold | Silber | Bronze | Gesamt |
| ------ | ---------------- | ---- | ------ | ------ | ------ |
| 1      | Ungarn           | 9    | 3      | 3      | 15     |
| 2      | Deutschland      | 1    | 0      | 1      | 2      |
| 3      | Österreich       | 0    | 3      | 2      | 5      |
| 4      | Frankreich       | 0    | 3      | 1      | 4      |
| 5      | Bulgarien        | 0    | 1      | 0      | 1      |
| 6      | Polen            | 0    | 0      | 3      | 3      |
| 7      | Tschechoslowakei | 0    | 0      | 2      | 2      |
| 8      | Italien          | 0    | 0      | 1      | 1      |
| 9      | Niederlande      | 0    | 0      | 1      | 1      |
| 10     | Griechenland     | 0    | 0      | 1      | 1      |
| Gesamt | Gesamt           | 10   | 10     | 15     | 35     |